# Список лауреатов Нобелевской премии по физике

Реверс медали, вручаемой лауреатам Нобелевской премии по физике и по химии

Нобелевская премия по физике (швед. Nobelpriset i fysik) — престижная награда, ежегодно вручаемая Нобелевским фондом за научные достижения в области физики. Одна из пяти Нобелевских премий.

## История
Нобелевская премия по физике была учреждена Альфредом Нобелем в его завещании, написанном 27 ноября 1895 года в Париже, где она упоминается самой первой:

Указанные доходы следует разделить на пять равных частей, которые должны распределяться следующим образом: первая часть тому, кто сделает наиболее важное открытие или изобретение в области физики.
Оригинальный текст (швед.)Räntan delas i fem lika delar som tillfalla: en del den som inom fysikens område har gjort den vigtigaste upptäckt eller uppfinning

Нобелевская премия по физике присуждается ежегодно с 1901 года и лишь шесть раз этого не происходило: в 1916, 1931, 1934, 1940, 1941 и 1942 годах. Первым лауреатом в 1901 году стал Вильгельм Рентген. За период с 1901 по 2019 год 215 человек были награждены 114 премиями (Джон Бардин был награждён премией по физике дважды).

## Отбор кандидатов
Согласно уставу Нобелевского фонда, выдвигать кандидатов на премию по физике могут следующие лица:
1. члены Шведской королевской академии наук;
2. члены Нобелевского комитета по физике;
3. лауреаты Нобелевской премии по физике;
4. постоянно и временно работающие профессора физических наук университетов и технических вузов Швеции, Дании, Финляндии, Исландии, Норвегии, а также стокгольмского Каролинского института;
5. заведующие соответствующих кафедр, по меньшей мере, в шести университетах или университетских колледжах, выбранных Академией наук в видах надлежащего распределения по странам;
6. другие учёные, от которых Академия сочтет нужным принять предложения.

Выбор лиц, упомянутых в пунктах 5 и 6 для выдвижения кандидатов, должен быть сделан до конца сентября каждого года, предшествующего году награждения.
Отбор кандидатов производит Нобелевский комитет по физике. Из их числа Шведская королевская академия наук выбирает лауреатов. Одновременно могут быть поощрены одна или две работы, но при этом общее число награждённых не должно превышать трёх.

## Награждение
Лауреаты премии по физике обычно объявляются в начале октября сразу после лауреатов премии по медицине и физиологии. Церемония вручения премии проходит 10 декабря в Стокгольме, в день смерти Альфреда Нобеля. Как и лауреатам других нобелевских премий, лауреатам премии по физике вручаются диплом и медаль, а также денежное вознаграждение. Медаль для лауреатов в области физики и химии отличается реверсом, — на нём среди облаков изображена женщина, олицетворяющая гений науки, которая срывает вуаль с женской фигуры с рогом изобилия в руках, олицетворяющей природу.

## Список лауреатов
| 1900-е | 1910-е | 1920-е | 1930-е | 1940-е | 1950-е | 1960-е | 1970-е | 1980-е | 1990-е | 2000-е | 2010-е | 2020-е |
| ------ | ------ | ------ | ------ | ------ | ------ | ------ | ------ | ------ | ------ | ------ | ------ | ------ |

### 1900-е годы
| Год  | Портрет                    | Страна, лауреат                                | Обоснование награды | Источник информации |
| ---- | -------------------------- | ---------------------------------------------- | --- | ------------------- |
| 1901 | Вильгельм Конрад Рентген   | Вильгельм Конрад Рентген (1845—1923)           | В знак признания исключительных услуг, которые он оказал науке открытием замечательных лучей, названных впоследствии в его честь Оригинальный текст (англ.)in recognition of the extraordinary services he has rendered by the discovery of the remarkable rays subsequently named after him                                              | [ 8 ]               |
| 1902 | Хендрик Антон Лоренц       | Хендрик Антон Лоренц (1853—1928)               | В знак признания исключительных услуг, которые они оказали науке своими исследованиями влияния магнетизма на явления излучения (См. эффект Зеемана) Оригинальный текст (англ.)in recognition of the extraordinary service they rendered by their researches into the influence of magnetism upon radiation phenomena                      | [ 9 ]               |
| 1902 | Питер Зееман               | Питер Зееман (1865—1943)                       | В знак признания исключительных услуг, которые они оказали науке своими исследованиями влияния магнетизма на явления излучения (См. эффект Зеемана) Оригинальный текст (англ.)in recognition of the extraordinary service they rendered by their researches into the influence of magnetism upon radiation phenomena                      | [ 9 ]               |
| 1903 | Антуан Анри Беккерель      | Антуан Анри Беккерель (1852—1908) (1⁄2 премии) | В знак признания исключительных услуг, которые он оказал науке своим открытием спонтанной радиоактивности Оригинальный текст (англ.)in recognition of the extraordinary services he has rendered by his discovery of spontaneous radioactivity                                                                                            | [ 10 ]              |
| 1903 | Пьер Кюри                  | Пьер Кюри (1859—1906) (1⁄4 премии)             | В знак признания исключительных услуг, которые они оказали науке совместными исследованиями явлений радиации, открытой профессором Анри Беккерелем Оригинальный текст (англ.)in recognition of the extraordinary services they have rendered by their joint researches on the radiation phenomena discovered by Professor Henri Becquerel | [ 10 ]              |
| 1903 | Мария Кюри                 | Мария Кюри (1867—1934) (1⁄4 премии)            | В знак признания исключительных услуг, которые они оказали науке совместными исследованиями явлений радиации, открытой профессором Анри Беккерелем Оригинальный текст (англ.)in recognition of the extraordinary services they have rendered by their joint researches on the radiation phenomena discovered by Professor Henri Becquerel | [ 10 ]              |
| 1904 | Джон Уильям Стретт         | Джон Уильям Стретт (лорд Рэлей) (1842—1919)    | За исследования плотности наиболее распространённых газов и за открытие аргона в ходе этих исследований Оригинальный текст (англ.)for his investigations of the densities of the most important gases and for his discovery of argon in connection with these studies                                                                     | [ 11 ]              |
| 1905 | Филипп Ленард              | Филипп Эдуард Антон фон Ленард (1862—1947)     | За исследовательские работы по катодным лучам Оригинальный текст (англ.)for his work on cathode rays | [ 12 ]              |
| 1906 | Джозеф Джон Томсон         | Джозеф Джон Томсон (1856—1940)                 | В знак признания его теоретических и экспериментальных исследований, посвящённых проводимости электричества газами Оригинальный текст (англ.)in recognition of his theoretical and experimental investigations on the conduction of electricity by gases                                                                                  | [ 13 ]              |
| 1907 | Альберт Абрахам Майкельсон | Альберт Абрахам Майкельсон (1852—1931)         | За создание точных оптических инструментов и спектроскопические и метрологические исследования, выполненные с их помощью (См. опыт Майкельсона) Оригинальный текст (англ.)for his optical precision instruments and the spectroscopic and metrological investigations carried out with their aid                                          | [ 14 ]              |
| 1908 | Габриэль Липпман           | Габриэль Липпман (1845—1921)                   | За создание метода фотографического воспроизведения цветов на основе явления интерференции Оригинальный текст (англ.)for his method of reproducing colours photographically based on the phenomenon of interference | [ 15 ]              |
| 1909 | Гульельмо Маркони          | Гульельмо Маркони (1874—1937)                  | В знак признания их вклада в развитие беспроволочной телеграфии Оригинальный текст (англ.)in recognition of their contributions to the development of wireless telegraphy | [ 16 ]              |
| 1909 | Карл Фердинанд Браун       | Карл Фердинанд Браун (1850—1918)               | В знак признания их вклада в развитие беспроволочной телеграфии Оригинальный текст (англ.)in recognition of their contributions to the development of wireless telegraphy | [ 16 ]              |

### 1910-е годы
| Год  | Портрет                   | Страна, лауреат                                  | Обоснование награды | Источник информации |
| ---- | ------------------------- | ------------------------------------------------ | --- | ------------------- |
| 1910 | Ян Дидерик ван дер Ваальс | Йоханнес Дидерик ван дер Ваальс (1837—1923)      | За работу, посвящённую уравнению состояния газов и жидкостей Оригинальный текст (англ.)for his work on the equation of state for gases and liquids | [ 17 ]              |
| 1911 | Вильгельм Вин             | Вильгельм Вин (1864—1928)                        | За открытия, касающиеся законов, которые управляют тепловым излучением (См. Закон смещения Вина) Оригинальный текст (англ.)for his discoveries regarding the laws governing the radiation of heat                                                                                     | [ 18 ]              |
| 1912 | Нильс Густав Дален        | Нильс Густав Дален (1869—1937)                   | За изобретение автоматических регуляторов, используемых в сочетании с газовыми аккумуляторами для источников света на маяках и буях Оригинальный текст (англ.)for his invention of automatic valves designed to be used in combination with gas accumulators in lighthouses and buoys | [ 19 ]              |
| 1913 | Хейке Камерлинг-Оннес     | Хейке Камерлинг-Оннес (1853—1926)                | За исследования свойств вещества при низких температурах, что привело, в числе прочего, к получению жидкого гелия Оригинальный текст (англ.)for his investigations on the properties of matter at low temperatures which led, inter alia, to the production of liquid helium          | [ 20 ]              |
| 1914 | Макс фон Лауэ             | Макс фон Лауэ (1879—1960) (присуждена в 1915 г.) | За открытие дифракции рентгеновских лучей на кристаллах Оригинальный текст (англ.)For his discovery of the diffraction of X-rays by crystals | [ 21 ]              |
| 1915 | Уильям Генри Брэгг        | Уильям Генри Брэгг (1862—1942)                   | За заслуги в исследовании структуры кристаллов с помощью рентгеновских лучей Оригинальный текст (англ.)For their services in the analysis of crystal structure by means of X-rays | [ 22 ]              |
| 1915 | Уильям Лоренс Брэгг       | Уильям Лоренс Брэгг (1890—1971)                  | За заслуги в исследовании структуры кристаллов с помощью рентгеновских лучей Оригинальный текст (англ.)For their services in the analysis of crystal structure by means of X-rays | [ 22 ]              |
| 1916 |                           | Премия не присуждалась                           | Денежные средства включены в спецфонд секции | [ 23 ]              |
| 1917 | Чарлз Гловер Баркла       | Чарлз Гловер Баркла (1877—1944)                  | За открытие характеристического рентгеновского излучения элементов Оригинальный текст (англ.)For his discovery of the characteristic Röntgen radiation of the elements, another important step in the development of X-ray spectroscopy                                               | [ 24 ]              |
| 1918 | Макс Планк                | Макс Карл Эрнст Людвиг Планк (1858—1947)         | В знак признания услуг, которые он оказал развитию физики своим открытием квантов энергии Оригинальный текст (англ.)in recognition of the services he rendered to the advancement of Physics by his discovery of energy quanta                                                        | [ 25 ]              |
| 1919 | Йоханнес Штарк            | Йоханнес Штарк (1874—1957)                       | За открытие эффекта Доплера в каналовых лучах и расщепления спектральных линий в электрическом поле (См. эффект Штарка) Оригинальный текст (англ.)for his discovery of the Doppler effect in canal rays and the splitting of spectral lines in electric fields                        | [ 26 ]              |

### 1920-е годы
| Год  | Портрет                  | Страна, лауреат                                           | Обоснование награды | Источник информации |
| ---- | ------------------------ | --------------------------------------------------------- | --- | ------------------- |
| 1920 | Шарль Эдуард Гийом       | Шарль Эдуард Гийом (1861—1938)                            | В знак признания услуг, которые он оказал точным измерениям в физике своим открытием аномалий в сплавах никеля и стали Оригинальный текст (англ.)in recognition of the service he has rendered to precision measurements in physics by his discovery of anomalies in nickel-steel alloys | [ 27 ]              |
| 1921 | Альберт Эйнштейн         | Альберт Эйнштейн (1879—1955)                              | За заслуги перед теоретической физикой и особенно за открытие закона фотоэлектрического эффекта Оригинальный текст (англ.)for his services to Theoretical Physics, and especially for his discovery of the law of the photoelectric effect                                               | [ 28 ]              |
| 1922 | Нильс Бор                | Нильс Бор (1885—1962)                                     | За заслуги в исследовании строения атомов и испускаемого ими излучения Оригинальный текст (англ.)for his services in the investigation of the structure of atoms and of the radiation emanating from them                                                                                | [ 29 ]              |
| 1923 | Роберт Эндрюс Милликен   | Роберт Эндрюс Милликен (1868—1953)                        | За работы по определению элементарного электрического заряда и по фотоэлектрическому эффекту Оригинальный текст (англ.)for his work on the elementary charge of electricity and on the photoelectric effect                                                                              | [ 30 ]              |
| 1924 | Манне Сигбан             | Манне Сигбан (1886—1978)                                  | За открытия и исследования в области рентгеновской спектроскопии Оригинальный текст (англ.)for his discoveries and research in the field of X-ray spectroscopy | [ 31 ]              |
| 1925 | Джеймс Франк             | Джеймс Франк (1882—1964)                                  | За открытие законов соударения электрона с атомом Оригинальный текст (англ.)for their discovery of the laws governing the impact of an electron upon an atom | [ 32 ]              |
| 1925 | Густав Герц              | Густав Людвиг Герц (1887—1975) (присуждена в 1926 г.)     | За открытие законов соударения электрона с атомом Оригинальный текст (англ.)for their discovery of the laws governing the impact of an electron upon an atom | [ 32 ]              |
| 1926 | Жан Батист Перрен        | Жан Батист Перрен (1870—1942)                             | За исследования дискретной структуры материи и особенно за открытие седиментационного равновесия Оригинальный текст (англ.)for his work on the discontinuous structure of matter, and especially for his discovery of sedimentation equilibrium                                          | [ 33 ]              |
| 1927 | Артур Холли Комптон      | Артур Холли Комптон (1892—1962)                           | За открытие эффекта, названного его именем Оригинальный текст (англ.)for his discovery of the effect named after him | [ 34 ]              |
| 1927 | Чарлз Томсон Риз Вильсон | Чарлз Томсон Рис Вильсон (1869—1959)                      | За метод визуального обнаружения траекторий электрически заряженных частиц с помощью конденсации пара Оригинальный текст (англ.)for his method of making the paths of electrically charged particles visible by condensation of vapour                                                   | [ 34 ]              |
| 1928 | Оуэн Уилланс Ричардсон   | Оуэн Уилланс Ричардсон (1879—1959) (присуждена в 1929 г.) | За работы, посвящённые термионным явлениям, и особенно за открытие закона, носящего его имя Оригинальный текст (англ.)for his work on the thermionic phenomenon and especially for the discovery of the law named after him                                                              | [ 35 ]              |
| 1929 | Луи де Бройль            | Луи де Бройль (1892—1987)                                 | За открытие волновой природы электронов (См. Корпускулярно-волновой дуализм) Оригинальный текст (англ.)for his discovery of the wave nature of electrons | [ 36 ]              |

### 1930-е годы
| Год  | Портрет                 | Страна, лауреат                         | Обоснование награды | Источник информации |
| ---- | ----------------------- | --------------------------------------- | --- | ------------------- |
| 1930 | Чандрасекара Раман      | Чандрасекхара Венката Раман (1888—1970) | За работы по рассеянию света и за открытие эффекта, названного в его честь Оригинальный текст (англ.)for his work on the scattering of light and for the discovery of the effect named after him | [ 37 ]              |
| 1931 |                         | Премия не присуждалась                  | Денежные средства включены в спецфонд секции | [ 38 ]              |
| 1932 | Вернер Карл Гейзенберг  | Вернер Карл Гейзенберг (1901—1976)      | За создание квантовой механики, применение которой привело, помимо прочего, к открытию аллотропических форм водорода Оригинальный текст (англ.)for the creation of quantum mechanics, the application of which has, inter alia, led to the discovery of the allotropic forms of hydrogen | [ 39 ]              |
| 1933 | Эрвин Шрёдингер         | Эрвин Шрёдингер (1887—1961)             | За открытие новых продуктивных форм атомной теории Оригинальный текст (англ.)for the discovery of new productive forms of atomic theory | [ 40 ]              |
| 1933 | Поль Дирак              | Поль Адриен Морис Дирак (1902—1984)     | За открытие новых продуктивных форм атомной теории Оригинальный текст (англ.)for the discovery of new productive forms of atomic theory | [ 40 ]              |
| 1934 |                         | Премия не присуждалась                  | Денежные средства включены в спецфонд секции (2/3) и Нобелевский фонд (1/3) | [ 41 ]              |
| 1935 | Джеймс Чедвик           | Джеймс Чедвик (1891—1974)               | За открытие нейтрона Оригинальный текст (англ.)for the discovery of the neutron | [ 42 ]              |
| 1936 | Виктор Франц Гесс       | Виктор Франц Гесс (1883—1964)           | За открытие космических лучей Оригинальный текст (англ.)for his discovery of cosmic radiation | [ 43 ]              |
| 1936 | Виктор Франц Гесс       | Карл Дейвид Андерсон (1905—1991)        | За открытие позитрона Оригинальный текст (англ.)for his discovery of the positron | [ 43 ]              |
| 1937 | Клинтон Джозеф Дэвиссон | Клинтон Джозеф Дэвиссон (1881—1958)     | За экспериментальное открытие дифракции электронов на кристаллах (См. Корпускулярно-волновой дуализм) Оригинальный текст (англ.)for their experimental discovery of the diffraction of electrons by crystals | [ 44 ]              |
| 1937 | Джордж Паджет Томсон    | Джордж Паджет Томсон (1892—1975)        | За экспериментальное открытие дифракции электронов на кристаллах (См. Корпускулярно-волновой дуализм) Оригинальный текст (англ.)for their experimental discovery of the diffraction of electrons by crystals | [ 44 ]              |
| 1938 | Энрико Ферми            | Энрико Ферми (1901—1954)                | За доказательство существования новых радиоактивных элементов, полученных при облучении нейтронами, и связанное с этим открытие ядерных реакций, вызываемых медленными нейтронами Оригинальный текст (англ.)for his demonstrations of the existence of new radioactive elements produced by neutron irradiation, and for his related discovery of nuclear reactions brought about by slow neutrons | [ 45 ]              |
| 1939 | Эрнест Орландо Лоуренс  | Эрнест Орландо Лоуренс (1901—1958)      | За изобретение и усовершенствование циклотрона и за полученные с его помощью результаты, особенно в отношении искусственных радиоактивных элементов Оригинальный текст (англ.)for the invention and development of the cyclotron and for results obtained with it, especially with regard to artificial radioactive elements                                                                       | [ 46 ]              |

### 1940-е годы
| Год  | Портрет                       | Страна, лауреат                           | Обоснование награды | Источник информации |
| ---- | ----------------------------- | ----------------------------------------- | --- | ------------------- |
| 1940 |                               | Премия не присуждалась                    | Денежные средства включены в спецфонд секции (2/3) и Нобелевский фонд (1/3) | [ 47 ]              |
| 1941 | [ 48 ]                        | Премия не присуждалась                    | Денежные средства включены в спецфонд секции (2/3) и Нобелевский фонд (1/3) |                     |
| 1942 | [ 49 ]                        | Премия не присуждалась                    | Денежные средства включены в спецфонд секции (2/3) и Нобелевский фонд (1/3) |                     |
| 1943 | Отто Штерн                    | Отто Штерн (1888—1969)                    | За вклад в развитие метода молекулярных пучков и за открытие магнитного момента протона Оригинальный текст (англ.)for his contribution to the development of the molecular ray method and his discovery of the magnetic moment of the proton                                                                               | [ 50 ]              |
| 1944 | Исидор Айзек Раби             | Исидор Айзек Раби (1898—1988)             | За резонансный метод измерений магнитных свойств атомных ядер Оригинальный текст (англ.)for his resonance method for recording the magnetic properties of atomic nuclei | [ 51 ]              |
| 1945 | Вольфганг Паули               | Вольфганг Паули (1900—1958)               | За открытие принципа запрета, названного его именем Оригинальный текст (англ.)for the discovery of the Exclusion Principle, also called the Pauli principle | [ 52 ]              |
| 1946 | Перси Уильямс Бриджмен        | Перси Уильямс Бриджмен (1882—1961)        | За изобретение аппаратуры, позволяющей создавать сверхвысокие давления, и за открытия, сделанные в связи с этим в физике высоких давлений Оригинальный текст (англ.)for the invention of an apparatus to produce extremely high pressures, and for the discoveries he made there within the field of high pressure physics | [ 53 ]              |
| 1947 | Эдуард Виктор Эплтон          | Эдуард Виктор Эплтон (1892—1965)          | За исследования физики верхних слоев атмосферы, в особенности за открытие так называемого слоя Эплтона Оригинальный текст (англ.)for his investigations of the physics of the upper atmosphere especially for the discovery of the so-called Appleton layer                                                                | [ 54 ]              |
| 1948 | Патрик Мейнард Стюарт Блэкетт | Патрик Мейнард Стюарт Блэкетт (1897—1974) | За усовершенствование метода камеры Вильсона и сделанные в связи с этим открытия в области ядерной физики и физики космического излучения Оригинальный текст (англ.)for his development of the Wilson cloud chamber method, and his discoveries therewith in the fields of nuclear physics and cosmic radiation            | [ 55 ]              |
| 1949 | Хидэки Юкава                  | Хидэки Юкава (1907—1981)                  | За предсказание существования мезонов на основе теоретической работы по ядерным силам (См. потенциал Юкавы) Оригинальный текст (англ.)for his prediction of the existence of mesons on the basis of theoretical work on nuclear forces                                                                                     | [ 56 ]              |

### 1950-е годы
| Год  | Портрет                   | Страна, лауреат                        | Обоснование награды | Источник информации |
| ---- | ------------------------- | -------------------------------------- | --- | ------------------- |
| 1950 | Сесил Фрэнк Пауэлл        | Сесил Фрэнк Пауэлл (1903—1969)         | За разработку фотографического метода исследования ядерных процессов и открытие мезонов, осуществленное с помощью этого метода Оригинальный текст (англ.)for his development of the photographic method of studying nuclear processes and his discoveries regarding mesons made with this method     | [ 57 ]              |
| 1951 | Джон Дуглас Кокрофт       | Джон Дуглас Кокрофт (1897—1967)        | За исследовательскую работу по превращению атомных ядер с помощью искусственно ускоряемых атомных частиц Оригинальный текст (англ.)for their pioneer work on the transmutation of atomic nuclei by artificially accelerated atomic particles                                                         | [ 58 ]              |
| 1951 | Эрнест Уолтон             | Эрнест Томас Синтон Уолтон (1903—1995) | За исследовательскую работу по превращению атомных ядер с помощью искусственно ускоряемых атомных частиц Оригинальный текст (англ.)for their pioneer work on the transmutation of atomic nuclei by artificially accelerated atomic particles                                                         | [ 58 ]              |
| 1952 | Феликс Блох               | Феликс Блох (1905—1983)                | За развитие новых методов для точных ядерных магнитных измерений и связанные с этим открытия Оригинальный текст (англ.)for their development of new methods for nuclear magnetic precision measurements and discoveries in connection therewith                                                      | [ 59 ]              |
| 1952 | Эдвард Миллс Пёрселл      | Эдвард Миллс Парселл (1912—1997)       | За развитие новых методов для точных ядерных магнитных измерений и связанные с этим открытия Оригинальный текст (англ.)for their development of new methods for nuclear magnetic precision measurements and discoveries in connection therewith                                                      | [ 59 ]              |
| 1953 | Фриц Цернике              | Фриц Цернике (1888—1966)               | За обоснование фазово-контрастного метода, особенно за изобретение фазово-контрастного микроскопа Оригинальный текст (англ.)for his demonstration of the phase contrast method, especially for his invention of the phase contrast microscope                                                        | [ 60 ]              |
| 1954 | Макс Борн                 | Макс Борн (1882—1970)                  | За фундаментальные исследования по квантовой механике, особенно за статистическую интерпретацию волновой функции Оригинальный текст (англ.)for his fundamental research in quantum mechanics, especially for his statistical interpretation of the wavefunction                                      | [ 61 ]              |
| 1954 | Вальтер Боте              | Вальтер Боте (1891—1957)               | За метод совпадений для обнаружения космических лучей и сделанные в связи с этим открытия Оригинальный текст (англ.)for the coincidence method and his discoveries made therewith | [ 61 ]              |
| 1955 | Уиллис Юджин Лэмб         | Уиллис Юджин Лэмб (1913—2008)          | За открытия, связанные с тонкой структурой спектра водорода (См. Лэмбовский сдвиг) Оригинальный текст (англ.)for his discoveries concerning the fine structure of the hydrogen spectrum | [ 62 ]              |
| 1955 | Поликарп Куш              | Поликарп Куш (1911—1993)               | За точное определение магнитного момента электрона Оригинальный текст (англ.)for his precision determination of the magnetic moment of the electron | [ 62 ]              |
| 1956 | Уильям Брэдфорд Шокли     | Уильям Брэдфорд Шокли (1910—1989)      | За исследования полупроводников и открытие транзисторного эффекта Оригинальный текст (англ.)for their researches on semiconductors and their discovery of the transistor effect | [ 63 ]              |
| 1956 | Джон Бардин               | Джон Бардин (1908—1991)                | За исследования полупроводников и открытие транзисторного эффекта Оригинальный текст (англ.)for their researches on semiconductors and their discovery of the transistor effect | [ 63 ]              |
| 1956 | Уолтер Хаузер Браттейн    | Уолтер Хаузер Браттейн (1902—1987)     | За исследования полупроводников и открытие транзисторного эффекта Оригинальный текст (англ.)for their researches on semiconductors and their discovery of the transistor effect | [ 63 ]              |
| 1957 | Янг Чжэньнин              | Янг Чжэньнин (1922)                    | За проницательное исследование так называемых законов чётности, которое привело к важным открытиям в физике элементарных частиц Оригинальный текст (англ.)for their penetrating investigation of the so-called parity laws which has led to important discoveries regarding the elementary particles | [ 64 ]              |
| 1957 | Ли Чжэндао                | Ли Чжэндао (1926—2024)                 | За проницательное исследование так называемых законов чётности, которое привело к важным открытиям в физике элементарных частиц Оригинальный текст (англ.)for their penetrating investigation of the so-called parity laws which has led to important discoveries regarding the elementary particles | [ 64 ]              |
| 1958 | Павел Алексеевич Черенков | Павел Алексеевич Черенков (1904—1990)  | За открытие и истолкование эффекта Вавилова — Черенкова Оригинальный текст (англ.)for the discovery and the interpretation of the Cherenkov effect | [ 65 ]              |
| 1958 | Илья Михайлович Франк     | Илья Михайлович Франк (1908—1990)      | За открытие и истолкование эффекта Вавилова — Черенкова Оригинальный текст (англ.)for the discovery and the interpretation of the Cherenkov effect | [ 65 ]              |
| 1958 | Игорь Евгеньевич Тамм     | Игорь Евгеньевич Тамм (1895—1971)      | За открытие и истолкование эффекта Вавилова — Черенкова Оригинальный текст (англ.)for the discovery and the interpretation of the Cherenkov effect | [ 65 ]              |
| 1959 | Эмилио Джино Сегре        | Эмилио Джино Сегре (1905—1989)         | За открытие антипротона Оригинальный текст (англ.)for their discovery of the antiproton | [ 66 ]              |
| 1959 | Оуэн Чемберлен            | Оуэн Чемберлен (1920—2006)             | За открытие антипротона Оригинальный текст (англ.)for their discovery of the antiproton | [ 66 ]              |

### 1960-е годы
| Год  | Портрет                       | Страна, лауреат                                        | Обоснование награды | Источник информации |
| ---- | ----------------------------- | ------------------------------------------------------ | --- | ------------------- |
| 1960 |                               | Дональд Артур Глазер (1926—2013)                       | За изобретение пузырьковой камеры Оригинальный текст (англ.)for the invention of the bubble chamber | [ 67 ]              |
| 1961 | Роберт Хофштадтер             | Роберт Хофштадтер (1915—1990)                          | За основополагающие исследования рассеяния электронов на атомных ядрах и за связанные с ними открытия, касающиеся структуры нуклонов Оригинальный текст (англ.)for his pioneering studies of electron scattering in atomic nuclei and for his thereby achieved discoveries concerning the structure of the nucleons | [ 68 ]              |
| 1961 | Рудольф Мёссбауэр             | Рудольф Людвиг Мёссбауэр (1929—2011)                   | За исследования резонансного поглощения гамма-излучения и открытие в связи с этим эффекта, носящего его имя Оригинальный текст (англ.)for his researches concerning the resonance absorption of gamma radiation and his discovery in this connection of the effect which bears his name | [ 68 ]              |
| 1962 | Лев Давидович Ландау          | Лев Давидович Ландау (1908—1968)                       | За новаторские теории конденсированных сред, в особенности жидкого гелия Оригинальный текст (англ.)for his pioneering theories for condensed matter, especially liquid helium | [ 69 ]              |
| 1963 | Юджин Вигнер                  | Юджин Вигнер (1902—1995) (1⁄2 премии)                  | За вклад в теорию атомного ядра и элементарных частиц, особенно с помощью открытия и применения фундаментальных принципов симметрии Оригинальный текст (англ.)for his contributions to the theory of the atomic nucleus and the elementary particles, particularly through the discovery and application of fundamental symmetry principles | [ 70 ]              |
| 1963 | Мария Гёпперт-Майер           | Мария Гёпперт-Майер (1906—1972) (1⁄4 премии)           | За открытия, касающиеся оболочечной структуры ядра Оригинальный текст (англ.)for their discoveries concerning nuclear shell structure | [ 70 ]              |
| 1963 | Ханс Йенсен                   | Ханс Йенсен (1907—1973) (1⁄4 премии)                   | За открытия, касающиеся оболочечной структуры ядра Оригинальный текст (англ.)for their discoveries concerning nuclear shell structure | [ 70 ]              |
| 1964 | Чарлз Хард Таунс              | Чарлз Хард Таунс (1915—2015) (1⁄2 премии)              | За фундаментальные работы в области квантовой электроники, которые привели к созданию генераторов и усилителей на лазерно-мазерном принципе Оригинальный текст (англ.)for fundamental work in the field of quantum electronics, which has led to the construction of oscillators and amplifiers based on the maser-laser principle | [ 71 ]              |
| 1964 | Николай Геннадиевич Басов     | Николай Геннадиевич Басов (1922—2001) (1⁄4 премии)     | За фундаментальные работы в области квантовой электроники, которые привели к созданию генераторов и усилителей на лазерно-мазерном принципе Оригинальный текст (англ.)for fundamental work in the field of quantum electronics, which has led to the construction of oscillators and amplifiers based on the maser-laser principle | [ 71 ]              |
| 1964 | Александр Михайлович Прохоров | Александр Михайлович Прохоров (1916—2002) (1⁄4 премии) | За фундаментальные работы в области квантовой электроники, которые привели к созданию генераторов и усилителей на лазерно-мазерном принципе Оригинальный текст (англ.)for fundamental work in the field of quantum electronics, which has led to the construction of oscillators and amplifiers based on the maser-laser principle | [ 71 ]              |
| 1965 | Синъитиро Томонага            | Синъитиро Томонага (1906—1979)                         | За фундаментальные работы по квантовой электродинамике, имевшие глубокие последствия для физики элементарных частиц Оригинальный текст (англ.)for their fundamental work in quantum electrodynamics, with deep-ploughing consequences for the physics of elementary particles | [ 72 ]              |
| 1965 | Джулиан Швингер               | Джулиан Швингер (1918—1994)                            | За фундаментальные работы по квантовой электродинамике, имевшие глубокие последствия для физики элементарных частиц Оригинальный текст (англ.)for their fundamental work in quantum electrodynamics, with deep-ploughing consequences for the physics of elementary particles | [ 72 ]              |
| 1965 | Ричард Филлипс Фейнман        | Ричард Филлипс Фейнман (1918—1988)                     | За фундаментальные работы по квантовой электродинамике, имевшие глубокие последствия для физики элементарных частиц Оригинальный текст (англ.)for their fundamental work in quantum electrodynamics, with deep-ploughing consequences for the physics of elementary particles | [ 72 ]              |
| 1966 | Альфред Кастлер               | Альфред Кастлер (1902—1984)                            | За открытие и разработку оптических методов исследования резонансов Герца в атомах Оригинальный текст (англ.)for the discovery and development of optical methods for studying Hertzian resonances in atoms | [ 73 ]              |
| 1967 | Ханс Альбрехт Бете            | Ханс Альбрехт Бете (1906—2005)                         | За вклад в теорию ядерных реакций, особенно за открытия, касающиеся источников энергии звёзд Оригинальный текст (англ.)for his contributions to the theory of nuclear reactions, especially his discoveries concerning the energy production in stars | [ 74 ]              |
| 1968 | Луис Уолтер Альварес          | Луис Уолтер Альварес (1911—1988)                       | За решающий вклад в физику элементарных частиц, в частности за открытие большого числа резонансов, что стало возможным благодаря разработанной им методике использования водородной пузырьковой камеры и обработке данных Оригинальный текст (англ.)for his decisive contributions to elementary particle physics, in particular the discovery of a large number of resonance states, made possible through his development of the technique of using hydrogen bubble chamber and data analysis | [ 75 ]              |
| 1969 | Мюррей Гелл-Манн              | Мюррей Гелл-Манн (1929—2019)                           | За открытия, связанные с классификацией элементарных частиц и их взаимодействий (См. Восьмеричный путь (физика)) Оригинальный текст (англ.)for his contributions and discoveries concerning the classification of elementary particles and their interactions | [ 76 ]              |

### 1970-е годы
| Год  | Портрет                          | Страна, лауреат                                 | Обоснование награды | Источник информации |
| ---- | -------------------------------- | ----------------------------------------------- | --- | ------------------- |
| 1970 | Ханнес Альвен                    | Ханнес Альвен (1908—1995)                       | За фундаментальные работы и открытия в магнитной гидродинамике и плодотворные приложения их в различных областях физики плазмы Оригинальный текст (англ.)for fundamental work and discoveries in magneto-hydrodynamics with fruitful applications in different parts of plasma physics | [ 77 ]              |
| 1970 |                                  | Луи Эжен Феликс Неель (1904—2000)               | За фундаментальные труды и открытия, которые касаются антиферромагнетизма и ферромагнетизма и которые повлекли за собой важные приложения в области физики твёрдого тела Оригинальный текст (англ.)for fundamental work and discoveries concerning antiferromagnetism and ferrimagnetism which have led to important applications in solid state physics                                                  | [ 77 ]              |
| 1971 |                                  | Денеш Габор (1900—1979)                         | За изобретение и усовершенствование голографического метода Оригинальный текст (англ.)for his invention and development of the holographic method | [ 78 ]              |
| 1972 | Джон Бардин                      | Джон Бардин (1908—1991)                         | За создание теории сверхпроводимости, обычно называемой БКШ-теорией Оригинальный текст (англ.)for their jointly developed theory of superconductivity, usually called the BCS-theory | [ 79 ]              |
| 1972 | Леон Нил Купер (1930—2024)       |                                                 | За создание теории сверхпроводимости, обычно называемой БКШ-теорией Оригинальный текст (англ.)for their jointly developed theory of superconductivity, usually called the BCS-theory | [ 79 ]              |
| 1972 | Джон Роберт Шриффер              | Джон Роберт Шриффер (1931—2019)                 | За создание теории сверхпроводимости, обычно называемой БКШ-теорией Оригинальный текст (англ.)for their jointly developed theory of superconductivity, usually called the BCS-theory | [ 79 ]              |
| 1973 | Брайан Дэвид Джозефсон           | Брайан Дэвид Джозефсон (1940) (1⁄2 премии)      | За теоретическое предсказание свойств тока сверхпроводимости, проходящего через туннельный барьер, в частности явлений, обычно называемых эффектом Джозефсона Оригинальный текст (англ.)for his theoretical predictions of the properties of a supercurrent through a tunnel barrier, in particular those phenomena which are generally known as the Josephson effect                                     | [ 80 ]              |
| 1973 | Лео Эсаки                        | Лео Эсаки (1925) (1⁄4 премии)                   | За экспериментальные открытия туннельных явлений в полупроводниках и сверхпроводниках соответственно Оригинальный текст (англ.)for their experimental discoveries regarding tunneling phenomena in semiconductors and superconductors, respectively | [ 80 ]              |
| 1973 | Айвар Джайевер                   | Айвар Джайевер (1929–2025) (1⁄4 премии)         | За экспериментальные открытия туннельных явлений в полупроводниках и сверхпроводниках соответственно Оригинальный текст (англ.)for their experimental discoveries regarding tunneling phenomena in semiconductors and superconductors, respectively | [ 80 ]              |
| 1974 |                                  | Мартин Райл (1918—1984)                         | За результаты научных наблюдений и изобретения, в частности метода апертурного синтеза Оригинальный текст (англ.)for his observations and inventions, in particular of the aperture synthesis technique | [ 81 ]              |
| 1974 |                                  | Энтони Хьюиш (1924—2021)                        | За его определяющую роль в открытии пульсаров Оригинальный текст (англ.)for his decisive role in the discovery of pulsars | [ 81 ]              |
| 1975 | Оге Нильс Бор                    | Оге Нильс Бор (1922—2009)                       | За открытие взаимосвязи между коллективным движением и движением отдельной частицы в атомном ядре и развитие теории строения атомного ядра, основанной на этой взаимосвязи Оригинальный текст (англ.)for the discovery of the connection between collective motion and particle motion in atomic nuclei and the development of the theory of the structure of the atomic nucleus based on this connection | [ 82 ]              |
| 1975 | Бен Рой Моттельсон               | Бен Рой Моттельсон (1926—2022)                  | За открытие взаимосвязи между коллективным движением и движением отдельной частицы в атомном ядре и развитие теории строения атомного ядра, основанной на этой взаимосвязи Оригинальный текст (англ.)for the discovery of the connection between collective motion and particle motion in atomic nuclei and the development of the theory of the structure of the atomic nucleus based on this connection | [ 82 ]              |
| 1975 | Лео Джеймс Рейнуотер (1917—1986) |                                                 | За открытие взаимосвязи между коллективным движением и движением отдельной частицы в атомном ядре и развитие теории строения атомного ядра, основанной на этой взаимосвязи Оригинальный текст (англ.)for the discovery of the connection between collective motion and particle motion in atomic nuclei and the development of the theory of the structure of the atomic nucleus based on this connection | [ 82 ]              |
| 1976 | Бертон Рихтер                    | Бертон Рихтер (1931—2018)                       | За основополагающий вклад в открытие тяжелой элементарной частицы нового типа (См. J/ψ-мезон) Оригинальный текст (англ.)for their pioneering work in the discovery of a heavy elementary particle of a new kind | [ 83 ]              |
| 1976 | Сэмюэл Тинг                      | Сэмюэл Тинг (1936)                              | За основополагающий вклад в открытие тяжелой элементарной частицы нового типа (См. J/ψ-мезон) Оригинальный текст (англ.)for their pioneering work in the discovery of a heavy elementary particle of a new kind | [ 83 ]              |
| 1977 | Филип Уоррен Андерсон            | Филип Уоррен Андерсон (1923—2020)               | За фундаментальные теоретические исследования электронной структуры магнитных и неупорядоченных систем Оригинальный текст (англ.)for their fundamental theoretical investigations of the electronic structure of magnetic and disordered systems | [ 84 ]              |
| 1977 | Невилл Франсис Мотт              | Невилл Франсис Мотт (1905—1996)                 | За фундаментальные теоретические исследования электронной структуры магнитных и неупорядоченных систем Оригинальный текст (англ.)for their fundamental theoretical investigations of the electronic structure of magnetic and disordered systems | [ 84 ]              |
| 1977 | Джон Ван Флек                    | Джон Ван Флек (1899—1980)                       | За фундаментальные теоретические исследования электронной структуры магнитных и неупорядоченных систем Оригинальный текст (англ.)for their fundamental theoretical investigations of the electronic structure of magnetic and disordered systems | [ 84 ]              |
| 1978 | Пётр Леонидович Капица           | Пётр Леонидович Капица (1894—1984) (1⁄2 премии) | За фундаментальные изобретения и открытия в области физики низких температур Оригинальный текст (англ.)for his basic inventions and discoveries in the area of low-temperature physics | [ 85 ]              |
| 1978 | Арно Аллан Пензиас               | Арно Аллан Пензиас (1933—2024) (1⁄4 премии)     | За открытие микроволнового реликтового излучения Оригинальный текст (англ.)for their discovery of cosmic microwave background radiation | [ 85 ]              |
| 1978 | Роберт Вудро Вильсон             | Роберт Вудро Вильсон (1936) (1⁄4 премии)        | За открытие микроволнового реликтового излучения Оригинальный текст (англ.)for their discovery of cosmic microwave background radiation | [ 85 ]              |
| 1979 | Шелдон Ли Глэшоу                 | Шелдон Ли Глэшоу (1932)                         | За вклад в объединённую теорию слабых и электромагнитных взаимодействий между элементарными частицами, в том числе предсказание слабых нейтральных токов Оригинальный текст (англ.)for their contributions to the theory of the unified weak and electromagnetic interaction between elementary particles, including, inter alia, the prediction of the weak neutral current                              | [ 86 ]              |
| 1979 | Абдус Салам                      | Абдус Салам (1926—1996)                         | За вклад в объединённую теорию слабых и электромагнитных взаимодействий между элементарными частицами, в том числе предсказание слабых нейтральных токов Оригинальный текст (англ.)for their contributions to the theory of the unified weak and electromagnetic interaction between elementary particles, including, inter alia, the prediction of the weak neutral current                              | [ 86 ]              |
| 1979 | Стивен Вайнберг                  | Стивен Вайнберг (1933—2021)                     | За вклад в объединённую теорию слабых и электромагнитных взаимодействий между элементарными частицами, в том числе предсказание слабых нейтральных токов Оригинальный текст (англ.)for their contributions to the theory of the unified weak and electromagnetic interaction between elementary particles, including, inter alia, the prediction of the weak neutral current                              | [ 86 ]              |

### 1980-е годы
| Год  | Портрет                                  | Страна, лауреат                               | Обоснование награды | Источник информации |
| ---- | ---------------------------------------- | --------------------------------------------- | --- | ------------------- |
| 1980 | Джеймс Кронин                            | Джеймс Уотсон Кронин (1931—2016)              | За открытие нарушений фундаментальных принципов симметрии в распаде нейтральных K-мезонов (См. нарушение CP-симметрии) Оригинальный текст (англ.)for the discovery of violations of fundamental symmetry principles in the decay of neutral K-mesons                                                                 | [ 87 ]              |
| 1980 | Вал Логсдон Фитч (1923—2015)             |                                               | За открытие нарушений фундаментальных принципов симметрии в распаде нейтральных K-мезонов (См. нарушение CP-симметрии) Оригинальный текст (англ.)for the discovery of violations of fundamental symmetry principles in the decay of neutral K-mesons                                                                 | [ 87 ]              |
| 1981 | Николас Бломберген                       | Николас Бломберген (1920—2017) (1⁄4 премии)   | За вклад в развитие лазерной спектроскопии Оригинальный текст (англ.)for their contribution to the development of laser spectroscopy | [ 88 ]              |
| 1981 | Артур Шавлов                             | Артур Леонард Шавлов (1921—1999) (1⁄4 премии) | За вклад в развитие лазерной спектроскопии Оригинальный текст (англ.)for their contribution to the development of laser spectroscopy | [ 88 ]              |
| 1981 | Кай Сигбан                               | Кай Сигбан (1918—2007) (1⁄2 премии)           | За вклад в развитие электронной спектроскопии высокого разрешения Оригинальный текст (англ.)for his contribution to the development of high-resolution electron spectroscopy | [ 88 ]              |
| 1982 |                                          | Кеннет Вильсон (1936—2013)                    | За теорию критических явлений в связи с фазовыми переходами Оригинальный текст (англ.)for his theory for critical phenomena in connection with phase transitions | [ 89 ]              |
| 1983 | Субраманьян Чандрасекар                  | Субраманьян Чандрасекар (1910—1995)           | За теоретические исследования физических процессов, играющих важную роль в строении и эволюции звёзд (См. Предел Чандрасекара) Оригинальный текст (англ.)for his theoretical studies of the physical processes of importance to the structure and evolution of the stars                                             | [ 90 ]              |
| 1983 | Уильям Фаулер                            | Уильям Альфред Фаулер (1911—1995)             | За теоретическое и экспериментальное исследование ядерных реакций, имеющих важное значение для образования химических элементов во Вселенной Оригинальный текст (англ.)for his theoretical and experimental studies of the nuclear reactions of importance in the formation of the chemical elements in the universe | [ 90 ]              |
| 1984 | Карло Руббиа                             | Карло Руббиа (1934)                           | За решающий вклад в большой проект, осуществление которого привело к открытию квантов поля W и Z — переносчиков слабого взаимодействия Оригинальный текст (англ.)for their decisive contributions to the large project, which led to the discovery of the field particles W and Z, communicators of weak interaction | [ 91 ]              |
| 1984 | Симон ван дер Мер (1925—2011)            |                                               | За решающий вклад в большой проект, осуществление которого привело к открытию квантов поля W и Z — переносчиков слабого взаимодействия Оригинальный текст (англ.)for their decisive contributions to the large project, which led to the discovery of the field particles W and Z, communicators of weak interaction | [ 91 ]              |
| 1985 | Клаус фон Клитцинг                       | Клаус фон Клитцинг (1943)                     | За открытие квантового эффекта Холла Оригинальный текст (англ.)for the discovery of the quantized Hall effect | [ 92 ]              |
| 1986 |                                          | Эрнст Руска (1906—1988) (1⁄2 премии)          | За фундаментальную работу по электронной оптике и за создание первого электронного микроскопа Оригинальный текст (англ.)for his fundamental work in electron optics, and for the design of the first electron microscope                                                                                             | [ 93 ]              |
| 1986 | Герд Бинниг                              | Герд Бинниг (1947) (1⁄4 премии)               | За изобретение сканирующего туннельного микроскопа Оригинальный текст (англ.)for their design of the scanning tunneling microscope | [ 93 ]              |
| 1986 | Генрих Рорер                             | Генрих Рорер (1933—2013) (1⁄4 премии)         | За изобретение сканирующего туннельного микроскопа Оригинальный текст (англ.)for their design of the scanning tunneling microscope | [ 93 ]              |
| 1987 | Георг Беднорц                            | Георг Беднорц (1950)                          | За важный прорыв в физике, состоящий в открытии сверхпроводимости в керамических материалах Оригинальный текст (англ.)for their important break-through in the discovery of superconductivity in ceramic materials                                                                                                   | [ 94 ]              |
| 1987 | Карл Мюллер                              | Карл Мюллер (1927—2023)                       | За важный прорыв в физике, состоящий в открытии сверхпроводимости в керамических материалах Оригинальный текст (англ.)for their important break-through in the discovery of superconductivity in ceramic materials                                                                                                   | [ 94 ]              |
| 1988 | Леон Ледерман                            | Леон Ледерман (1922—2018)                     | За метод нейтринного пучка и доказательство дублетной структуры лептонов посредством открытия мюонного нейтрино Оригинальный текст (англ.)for the neutrino beam method and the demonstration of the doublet structure of the leptons through the discovery of the muon neutrino                                      | [ 95 ]              |
| 1988 | Мелвин Шварц (1932—2006)                 |                                               | За метод нейтринного пучка и доказательство дублетной структуры лептонов посредством открытия мюонного нейтрино Оригинальный текст (англ.)for the neutrino beam method and the demonstration of the doublet structure of the leptons through the discovery of the muon neutrino                                      | [ 95 ]              |
| 1988 | Джек Стейнбергер                         | Джек Стейнбергер (1921—2020)                  | За метод нейтринного пучка и доказательство дублетной структуры лептонов посредством открытия мюонного нейтрино Оригинальный текст (англ.)for the neutrino beam method and the demonstration of the doublet structure of the leptons through the discovery of the muon neutrino                                      | [ 95 ]              |
| 1989 | Норман Рамзей                            | Норман Рамзей (1915—2011) (1⁄2 премии)        | За изобретение метода разнесенных осциллирующих полей и его использование в водородном мазере и других атомных часах Оригинальный текст (англ.)for the invention of the separated oscillatory fields method and its use in the hydrogen maser and other atomic clocks                                                | [ 96 ]              |
| 1989 |                                          | Ханс Демельт (1922—2017) (1⁄4 премии)         | За разработку метода удержания одиночных ионов Оригинальный текст (англ.)for the development of the ion trap technique | [ 96 ]              |
| 1989 | Вольфганг Пауль (1913—1993) (1⁄4 премии) |                                               | За разработку метода удержания одиночных ионов Оригинальный текст (англ.)for the development of the ion trap technique | [ 96 ]              |

### 1990-е годы
| Год  | Портрет                   | Страна, лауреат              | Обоснование награды | Источник информации |
| ---- | ------------------------- | ---------------------------- | --- | ------------------- |
| 1990 |                           | Джером Фридман (1930)        | За пионерские исследования глубоконеупругого рассеяния электронов на протонах и связанных нейтронах, что имело большое значение для развития кварковой модели в физике частиц Оригинальный текст (англ.)for their pioneering investigations concerning deep inelastic scattering of electrons on protons and bound neutrons, which have been of essential importance for the development of the quark model in particle physics | [ 97 ]              |
| 1990 | Генри Кендалл             | Генри Кендалл (1926—1999)    | За пионерские исследования глубоконеупругого рассеяния электронов на протонах и связанных нейтронах, что имело большое значение для развития кварковой модели в физике частиц Оригинальный текст (англ.)for their pioneering investigations concerning deep inelastic scattering of electrons on protons and bound neutrons, which have been of essential importance for the development of the quark model in particle physics | [ 97 ]              |
| 1990 | Ричард Тейлор (1929—2018) |                              | За пионерские исследования глубоконеупругого рассеяния электронов на протонах и связанных нейтронах, что имело большое значение для развития кварковой модели в физике частиц Оригинальный текст (англ.)for their pioneering investigations concerning deep inelastic scattering of electrons on protons and bound neutrons, which have been of essential importance for the development of the quark model in particle physics | [ 97 ]              |
| 1991 | Пьер Жиль де Жен          | Пьер Жиль де Жен (1932—2007) | За обнаружение того, что методы, развитые для изучения явлений упорядоченности в простых системах, могут быть обобщены на более сложные формы материи, в частности жидкие кристаллы и полимеры Оригинальный текст (англ.)for discovering that methods developed for studying order phenomena in simple systems can be generalized to more complex forms of matter, in particular to liquid crystals and polymers                | [ 98 ]              |
| 1992 | Жорж Шарпак               | Жорж Шарпак (1924—2010)      | За изобретение и усовершенствование детекторов частиц, в частности многопроволочной пропорциональной камеры Оригинальный текст (англ.)for his invention and development of particle detectors, in particular the multiwire proportional chamber | [ 99 ]              |
| 1993 | Рассел Халс               | Рассел Халс (1950)           | За открытие нового типа пульсаров, давшее новые возможности в изучении гравитации Оригинальный текст (англ.)for the discovery of a new type of pulsar, a discovery that has opened up new possibilities for the study of gravitation | [ 100 ]             |
| 1993 | Джозеф Тейлор мл.         | Джозеф Тейлор мл. (1941)     | За открытие нового типа пульсаров, давшее новые возможности в изучении гравитации Оригинальный текст (англ.)for the discovery of a new type of pulsar, a discovery that has opened up new possibilities for the study of gravitation | [ 100 ]             |
| 1994 | Бертрам Брокхауз          | Бертрам Брокхауз (1918—2003) | За создание нейтронной спектроскопии Оригинальный текст (англ.)for the development of neutron spectroscopy | [ 101 ]             |
| 1994 |                           | Клиффорд Шалл (1915—2001)    | За создание метода нейтронной дифракции Оригинальный текст (англ.)for the development of the neutron diffraction technique | [ 101 ]             |
| 1995 | Мартин Перл               | Мартин Перл (1927—2014)      | За открытие тау-лептона Оригинальный текст (англ.)for the discovery of the tau lepton | [ 102 ]             |
| 1995 | Фредерик Райнес           | Фредерик Райнес (1918—1998)  | За экспериментальное обнаружение нейтрино Оригинальный текст (англ.)for the detection of the neutrino | [ 102 ]             |
| 1996 | Дэвид Моррис Ли           | Дэвид Моррис Ли (1931)       | За открытие сверхтекучести гелия-3 Оригинальный текст (англ.)for their discovery of superfluidity in helium-3 | [ 103 ]             |
| 1996 | Дуглас Ошеров             | Дуглас Ошеров (1945)         | За открытие сверхтекучести гелия-3 Оригинальный текст (англ.)for their discovery of superfluidity in helium-3 | [ 103 ]             |
| 1996 | Роберт Ричардсон          | Роберт Ричардсон (1937—2013) | За открытие сверхтекучести гелия-3 Оригинальный текст (англ.)for their discovery of superfluidity in helium-3 | [ 103 ]             |
| 1997 | Стивен Чу                 | Стивен Чу (1948)             | За создание методов охлаждения и удержания атомов с помощью лазерного света Оригинальный текст (англ.)for development of methods to cool and trap atoms with laser light | [ 104 ]             |
| 1997 | Клод Коэн-Таннуджи        | Клод Коэн-Таннуджи (1933)    | За создание методов охлаждения и удержания атомов с помощью лазерного света Оригинальный текст (англ.)for development of methods to cool and trap atoms with laser light | [ 104 ]             |
| 1997 | Уильям Филлипс            | Уильям Филлипс (1948)        | За создание методов охлаждения и удержания атомов с помощью лазерного света Оригинальный текст (англ.)for development of methods to cool and trap atoms with laser light | [ 104 ]             |
| 1998 | Роберт Лафлин             | Роберт Лафлин (1950)         | За открытие новой формы квантовой жидкости с возбуждениями, имеющими дробный электрический заряд (См. квантовый эффект Холла) Оригинальный текст (англ.)for their discovery of a new form of quantum fluid with fractionally charged excitations | [ 105 ]             |
| 1998 | Хорст Штермер             | Хорст Штермер (1949)         | За открытие новой формы квантовой жидкости с возбуждениями, имеющими дробный электрический заряд (См. квантовый эффект Холла) Оригинальный текст (англ.)for their discovery of a new form of quantum fluid with fractionally charged excitations | [ 105 ]             |
| 1998 | Дэниел Цуи (1939)         |                              | За открытие новой формы квантовой жидкости с возбуждениями, имеющими дробный электрический заряд (См. квантовый эффект Холла) Оригинальный текст (англ.)for their discovery of a new form of quantum fluid with fractionally charged excitations | [ 105 ]             |
| 1999 | Герард Хофт               | Герард Хофт (1946)           | За прояснение квантовой структуры электрослабых взаимодействий Оригинальный текст (англ.)for elucidating the quantum structure of electroweak interactions in physics | [ 106 ]             |
| 1999 | Мартинус Велтман          | Мартинус Велтман (1931—2021) | За прояснение квантовой структуры электрослабых взаимодействий Оригинальный текст (англ.)for elucidating the quantum structure of electroweak interactions in physics | [ 106 ]             |

### 2000-е годы
| Год  | Портрет                                  | Страна, лауреат                                 | Обоснование награды | Источник информации |
| ---- | ---------------------------------------- | ----------------------------------------------- | --- | ------------------- |
| 2000 | Жорес Иванович Алфёров                   | Жорес Иванович Алфёров (1930—2019) (1⁄4 премии) | За разработку полупроводниковых гетероструктур, используемых в высокочастотных схемах и оптоэлектронике Оригинальный текст (англ.)for developing semiconductor heterostructures used in high-speed- and optoelectronics | [ 107 ]             |
| 2000 | Герберт Крёмер                           | Герберт Крёмер (1928—2024) (1⁄4 премии)         | За разработку полупроводниковых гетероструктур, используемых в высокочастотных схемах и оптоэлектронике Оригинальный текст (англ.)for developing semiconductor heterostructures used in high-speed- and optoelectronics | [ 107 ]             |
| 2000 | Джек Килби                               | Джек Килби (1923—2005) (1⁄2 премии)             | За участие в изобретении интегральной схемы Оригинальный текст (англ.)for his part in the invention of the integrated circuit | [ 107 ]             |
| 2001 |                                          | Эрик Корнелл (1961)                             | За достижение конденсации Бозе — Эйнштейна в разреженных газах щелочных металлов и за начальные фундаментальные исследования свойств конденсатов Оригинальный текст (англ.)for the achievement of Bose-Einstein condensation in dilute gases of alkali atoms, and for early fundamental studies of the properties of the condensates | [ 108 ]             |
| 2001 | Вольфганг Кеттерле                       | Вольфганг Кеттерле (1957)                       | За достижение конденсации Бозе — Эйнштейна в разреженных газах щелочных металлов и за начальные фундаментальные исследования свойств конденсатов Оригинальный текст (англ.)for the achievement of Bose-Einstein condensation in dilute gases of alkali atoms, and for early fundamental studies of the properties of the condensates | [ 108 ]             |
| 2001 | Карл Виман                               | Карл Виман (1951)                               | За достижение конденсации Бозе — Эйнштейна в разреженных газах щелочных металлов и за начальные фундаментальные исследования свойств конденсатов Оригинальный текст (англ.)for the achievement of Bose-Einstein condensation in dilute gases of alkali atoms, and for early fundamental studies of the properties of the condensates | [ 108 ]             |
| 2002 | Раймонд Дэвис мл.                        | Раймонд Дэвис мл. (1914—2006) (1⁄4 премии)      | За пионерский вклад в астрофизику, в частности за обнаружение космических нейтрино Оригинальный текст (англ.)for pioneering contributions to astrophysics, in particular for the detection of cosmic neutrinos | [ 109 ]             |
| 2002 | Масатоси Косиба (1926—2020) (1⁄4 премии) |                                                 | За пионерский вклад в астрофизику, в частности за обнаружение космических нейтрино Оригинальный текст (англ.)for pioneering contributions to astrophysics, in particular for the detection of cosmic neutrinos | [ 109 ]             |
| 2002 | Риккардо Джаккони                        | Риккардо Джаккони (1931—2018) (1⁄2 премии)      | За изыскания в области астрофизики, которые привели к открытию космических источников рентгеновского излучения Оригинальный текст (англ.)for pioneering contributions to astrophysics, which have led to the discovery of cosmic X-ray sources                                                                                       | [ 109 ]             |
| 2003 | Алексей Алексеевич Абрикосов             | Алексей Алексеевич Абрикосов (1928—2017)        | За пионерский вклад в теорию сверхпроводников и сверхтекучих жидкостей Оригинальный текст (англ.)for pioneering contributions to the theory of superconductors and superfluids | [ 110 ]             |
| 2003 | Виталий Лазаревич Гинзбург               | Виталий Лазаревич Гинзбург (1916—2009)          | За пионерский вклад в теорию сверхпроводников и сверхтекучих жидкостей Оригинальный текст (англ.)for pioneering contributions to the theory of superconductors and superfluids | [ 110 ]             |
| 2003 | Энтони Леггетт (1938)                    |                                                 | За пионерский вклад в теорию сверхпроводников и сверхтекучих жидкостей Оригинальный текст (англ.)for pioneering contributions to the theory of superconductors and superfluids | [ 110 ]             |
| 2004 | Дэвид Гросс                              | Дэвид Гросс (1941)                              | За открытие асимптотической свободы в теории сильных взаимодействий Оригинальный текст (англ.)for the discovery of asymptotic freedom in the theory of the strong interaction | [ 111 ]             |
| 2004 | Дэвид Политцер (1949)                    |                                                 | За открытие асимптотической свободы в теории сильных взаимодействий Оригинальный текст (англ.)for the discovery of asymptotic freedom in the theory of the strong interaction | [ 111 ]             |
| 2004 | Фрэнк Вилчек                             | Фрэнк Вильчек (1951)                            | За открытие асимптотической свободы в теории сильных взаимодействий Оригинальный текст (англ.)for the discovery of asymptotic freedom in the theory of the strong interaction | [ 111 ]             |
| 2005 | Рой Глаубер                              | Рой Глаубер (1925—2018) (1⁄2 премии)            | За вклад в квантовую теорию оптической когерентности Оригинальный текст (англ.)for his contribution to the quantum theory of optical coherence | [ 112 ]             |
| 2005 | Джон Холл                                | Джон Холл (1934) (1⁄4 премии)                   | За вклад в развитие лазерной точной спектроскопии, включая технику прецизионного расчета светового сдвига в оптических стандартах частоты (оптических гребёнок) Оригинальный текст (англ.)for their contributions to the development of laser-based precision spectroscopy, including the optical frequency comb technique           | [ 112 ]             |
| 2005 | Теодор Хенш                              | Теодор Хенш (1941) (1⁄4 премии)                 | За вклад в развитие лазерной точной спектроскопии, включая технику прецизионного расчета светового сдвига в оптических стандартах частоты (оптических гребёнок) Оригинальный текст (англ.)for their contributions to the development of laser-based precision spectroscopy, including the optical frequency comb technique           | [ 112 ]             |
| 2006 | Джон Мазер                               | Джон Мазер (1946)                               | За открытие чернотельной формы спектра и анизотропии космического микроволнового фонового излучения Оригинальный текст (англ.)for their discovery of the blackbody form and anisotropy of the cosmic microwave background radiation                                                                                                  | [ 113 ]             |
| 2006 | Джордж Смут                              | Джордж Смут (1945)                              | За открытие чернотельной формы спектра и анизотропии космического микроволнового фонового излучения Оригинальный текст (англ.)for their discovery of the blackbody form and anisotropy of the cosmic microwave background radiation                                                                                                  | [ 113 ]             |
| 2007 | Альбер Ферт                              | Альбер Ферт (1938)                              | За открытие эффекта гигантского магнетосопротивления Оригинальный текст (англ.)for the discovery of giant magnetoresistance | [ 114 ]             |
| 2007 | Петер Грюнберг                           | Петер Грюнберг (1939—2018)                      | За открытие эффекта гигантского магнетосопротивления Оригинальный текст (англ.)for the discovery of giant magnetoresistance | [ 114 ]             |
| 2008 | Йоитиро Намбу                            | Йоитиро Намбу (1921—2015) (1⁄2 премии)          | За открытие механизма спонтанного нарушения симметрии в субатомной физике Оригинальный текст (англ.)for the discovery of the mechanism of spontaneous broken symmetry in subatomic physics | [ 115 ]             |
| 2008 | Макото Кобаяси                           | Макото Кобаяси (1944) (1⁄4 премии)              | За открытие источника нарушения симметрии, которое позволило предсказать существование в природе по меньшей мере трёх поколений кварков Оригинальный текст (англ.)for the discovery of the origin of the broken symmetry which predicts the existence of at least three families of quarks in nature                                 | [ 115 ]             |
| 2008 | Тосихидэ Маскава                         | Тосихидэ Маскава (1940—2021) (1⁄4 премии)       | За открытие источника нарушения симметрии, которое позволило предсказать существование в природе по меньшей мере трёх поколений кварков Оригинальный текст (англ.)for the discovery of the origin of the broken symmetry which predicts the existence of at least three families of quarks in nature                                 | [ 115 ]             |
| 2009 | Чарльз Куэн Као                          | Чарльз Куэн Као (1933—2018) (1⁄2 премии)        | За революционные достижения, касающиеся передачи света в волокнах для нужд оптической связи Оригинальный текст (англ.)for groundbreaking achievements concerning the transmission of light in fibers for optical communication | [ 116 ]             |
| 2009 | Уиллард Бойл                             | Уиллард Бойл (1924—2011) (1⁄4 премии)           | За изобретение полупроводниковой схемы для регистрации изображений — ПЗС-сенсора Оригинальный текст (англ.)for the invention of an imaging semiconductor circuit – the CCD sensor | [ 116 ]             |
| 2009 | Джордж Смит                              | Джордж Смит (1930—2025) (1⁄4 премии)            | За изобретение полупроводниковой схемы для регистрации изображений — ПЗС-сенсора Оригинальный текст (англ.)for the invention of an imaging semiconductor circuit – the CCD sensor | [ 116 ]             |

### 2010-е годы
| Год  | Портрет                             | Страна, лауреат                         | Обоснование награды | Источник информации |
| ---- | ----------------------------------- | --------------------------------------- | --- | ------------------- |
| 2010 | Андрей Гейм                         | Андрей Гейм (1958)                      | За новаторские эксперименты по исследованию двумерного материала графена Оригинальный текст (англ.)for groundbreaking experiments regarding the two-dimensional material graphene | [ 117 ] [ 118 ]     |
| 2010 | Константин Новосёлов                | Константин Новосёлов (1974)             | За новаторские эксперименты по исследованию двумерного материала графена Оригинальный текст (англ.)for groundbreaking experiments regarding the two-dimensional material graphene | [ 117 ] [ 118 ]     |
| 2011 | Сол Перлмуттер                      | Сол Перлмуттер (1959) (1⁄2 премии)      | За открытие ускоренного расширения Вселенной посредством наблюдения дальних сверхновых Оригинальный текст (англ.)for the discovery of the accelerating expansion of the Universe through observations of distant supernovae | [ 119 ]             |
| 2011 | Брайан Шмидт                        | Брайан Шмидт (1967) (1⁄4 премии)        | За открытие ускоренного расширения Вселенной посредством наблюдения дальних сверхновых Оригинальный текст (англ.)for the discovery of the accelerating expansion of the Universe through observations of distant supernovae | [ 119 ]             |
| 2011 | Адам Рисс                           | Адам Рисс (1969) (1⁄4 премии)           | За открытие ускоренного расширения Вселенной посредством наблюдения дальних сверхновых Оригинальный текст (англ.)for the discovery of the accelerating expansion of the Universe through observations of distant supernovae | [ 119 ]             |
| 2012 | Серж Арош                           | Серж Арош (1944)                        | За создание прорывных технологий манипулирования квантовыми системами, которые сделали возможными измерение отдельных квантовых систем и управление ими Оригинальный текст (англ.)for ground-breaking experimental methods that enable measuring and manipulation of individual quantum systems | [ 120 ]             |
| 2012 | Дэвид Уайнленд                      | Дэвид Уайнленд (1944)                   | За создание прорывных технологий манипулирования квантовыми системами, которые сделали возможными измерение отдельных квантовых систем и управление ими Оригинальный текст (англ.)for ground-breaking experimental methods that enable measuring and manipulation of individual quantum systems | [ 120 ]             |
| 2013 | Франсуа Энглер                      | Франсуа Энглер (1932)                   | За теоретическое обнаружение механизма, который помогает нам понять происхождение массы субатомных частиц, подтверждённого в последнее время обнаружением предсказанной элементарной частицы в экспериментах ATLAS и CMS на Большом адронном коллайдере в ЦЕРН Оригинальный текст (англ.)for the theoretical discovery of a mechanism that contributes to our understanding of the origin of mass of subatomic particles, and which recently was confirmed through the discovery of the predicted fundamental particle, by the ATLAS and CMS experiments at CERN's Large Hadron Collider | [ 121 ]             |
| 2013 | Питер Хиггс                         | Питер Хиггс (1929—2024)                 | За теоретическое обнаружение механизма, который помогает нам понять происхождение массы субатомных частиц, подтверждённого в последнее время обнаружением предсказанной элементарной частицы в экспериментах ATLAS и CMS на Большом адронном коллайдере в ЦЕРН Оригинальный текст (англ.)for the theoretical discovery of a mechanism that contributes to our understanding of the origin of mass of subatomic particles, and which recently was confirmed through the discovery of the predicted fundamental particle, by the ATLAS and CMS experiments at CERN's Large Hadron Collider | [ 121 ]             |
| 2014 |                                     | Исаму Акасаки (1929—2021)               | За изобретение эффективных синих светодиодов, приведших к появлению ярких и энергосберегающих источников белого света Оригинальный текст (англ.)for the invention of efficient blue light-emitting diodes which has enabled bright and energy-saving white light sources | [ 122 ]             |
| 2014 | Хироси Амано (1960)                 |                                         | За изобретение эффективных синих светодиодов, приведших к появлению ярких и энергосберегающих источников белого света Оригинальный текст (англ.)for the invention of efficient blue light-emitting diodes which has enabled bright and energy-saving white light sources | [ 122 ]             |
| 2014 | Сюдзи Накамура                      | Сюдзи Накамура (1954)                   | За изобретение эффективных синих светодиодов, приведших к появлению ярких и энергосберегающих источников белого света Оригинальный текст (англ.)for the invention of efficient blue light-emitting diodes which has enabled bright and energy-saving white light sources | [ 122 ]             |
| 2015 |                                     | Такааки Кадзита (1959)                  | За открытие нейтринных осцилляций, показывающее, что нейтрино имеют массу Оригинальный текст (англ.)for the discovery of neutrino oscillations, which shows that neutrinos have mass | [ 123 ]             |
| 2015 | Артур Макдональд (1943)             |                                         | За открытие нейтринных осцилляций, показывающее, что нейтрино имеют массу Оригинальный текст (англ.)for the discovery of neutrino oscillations, which shows that neutrinos have mass | [ 123 ]             |
| 2016 |                                     | Дэйвид Таулесс (1934—2019) (1⁄2 премии) | За теоретические открытия топологических фазовых переходов и топологических фаз вещества Оригинальный текст (англ.)for theoretical discoveries of topological phase transitions and topological phases of matter | [ 124 ]             |
| 2016 | Данкан Холдейн (1951) (1⁄4 премии)  |                                         | За теоретические открытия топологических фазовых переходов и топологических фаз вещества Оригинальный текст (англ.)for theoretical discoveries of topological phase transitions and topological phases of matter | [ 124 ]             |
| 2016 | Джон Костерлиц (1942) (1⁄4 премии)  |                                         | За теоретические открытия топологических фазовых переходов и топологических фаз вещества Оригинальный текст (англ.)for theoretical discoveries of topological phase transitions and topological phases of matter | [ 124 ]             |
| 2017 |                                     | Райнер Вайсс (1932) (1⁄2 премии)        | За решающий вклад в детектор LIGO и наблюдение гравитационных волн Оригинальный текст (англ.)for decisive contributions to the LIGO detector and the observation of gravitational waves | [ 125 ]             |
| 2017 | Барри Бэриш (1936) (1⁄4 премии)     |                                         | За решающий вклад в детектор LIGO и наблюдение гравитационных волн Оригинальный текст (англ.)for decisive contributions to the LIGO detector and the observation of gravitational waves | [ 125 ]             |
| 2017 | Кип Торн (1940) (1⁄4 премии)        |                                         | За решающий вклад в детектор LIGO и наблюдение гравитационных волн Оригинальный текст (англ.)for decisive contributions to the LIGO detector and the observation of gravitational waves | [ 125 ]             |
| 2018 |                                     | Артур Эшкин (1922—2020) (1⁄2 премии)    | За изобретение оптического пинцета и их применение в биологических системах Оригинальный текст (англ.)for the optical tweezers and their application to biological systems | [ 126 ]             |
| 2018 |                                     | Жерар Муру (1944) (1⁄4 премии)          | За метод генерации высокоинтенсивных ультракоротких оптических импульсов Оригинальный текст (англ.)for their method of generating high-intensity, ultra-short optical pulses | [ 126 ]             |
| 2018 | Донна Стрикленд (1959) (1⁄4 премии) |                                         | За метод генерации высокоинтенсивных ультракоротких оптических импульсов Оригинальный текст (англ.)for their method of generating high-intensity, ultra-short optical pulses | [ 126 ]             |
| 2019 |                                     | Джим Пиблс (1935) (1⁄2 премии)          | За теоретические исследования в физической космологии Оригинальный текст (англ.)for theoretical discoveries in physical cosmology | [ 127 ]             |
| 2019 |                                     | Мишель Майор (1942) (1⁄4 премии)        | За открытие экзопланеты на орбите солнцеподобной звезды Оригинальный текст (англ.)for the discovery of an exoplanet orbiting a solar-type star | [ 127 ]             |
| 2019 | Дидье Кело (1966) (1⁄4 премии)      |                                         | За открытие экзопланеты на орбите солнцеподобной звезды Оригинальный текст (англ.)for the discovery of an exoplanet orbiting a solar-type star | [ 127 ]             |

### 2020-е годы
| Год  | Портрет                              | Страна, лауреат                      | Обоснование награды | Источник информации     |
| ---- | ------------------------------------ | ------------------------------------ | --- | ----------------------- |
| 2020 |                                      | Роджер Пенроуз (1931) (1⁄2 премии)   | За открытие того, что образование чёрных дыр с необходимостью следует из общей теории относительности Оригинальный текст (англ.)for the discovery that black hole formation is a robust prediction of the general theory of relativity                                                      | [ 128 ]                 |
| 2020 |                                      | Райнхард Генцель (1952) (1⁄4 премии) | За открытие сверхмассивного компактного объекта в центре нашей галактики Оригинальный текст (англ.)for the discovery of a supermassive compact object at the centre of our galaxy | [ 128 ]                 |
| 2020 | Андреа Гез (1965) (1⁄4 премии)       |                                      | За открытие сверхмассивного компактного объекта в центре нашей галактики Оригинальный текст (англ.)for the discovery of a supermassive compact object at the centre of our galaxy | [ 128 ]                 |
| 2021 |                                      | Джорджо Паризи (1948) (1⁄2 премии)   | За открытие взаимодействия беспорядка и колебаний в физических системах от атомного до планетарного масштабов. Оригинальный текст (англ.)for the discovery of the interplay of disorder and fluctuations in physical systems from atomic to planetary scales.                               | [ 129 ] [ 130 ]         |
| 2021 |                                      | Сюкуро Манабэ (1931) (1⁄4 премии)    | За физическое моделирование климата Земли, количественный анализ вариаций и надежный прогноз глобального потепления. Оригинальный текст (англ.)for the physical modelling of Earth's climate, quantifying variability and reliably predicting global warming.                               | [ 129 ] [ 130 ]         |
| 2021 | Клаус Хассельман (1931) (1⁄4 премии) |                                      | За физическое моделирование климата Земли, количественный анализ вариаций и надежный прогноз глобального потепления. Оригинальный текст (англ.)for the physical modelling of Earth's climate, quantifying variability and reliably predicting global warming.                               | [ 129 ] [ 130 ]         |
| 2022 |                                      | Ален Аспе (1947) (1⁄3 премии)        | За эксперименты с запутанными фотонами, установление принципа нарушения неравенств Белла и новаторство в квантовой информатике Оригинальный текст (англ.)for experiments with entangled photons, establishing the violation of Bell inequalities and pioneering quantum information science | [ 131 ] [ 132 ]         |
| 2022 | Джон Клаузер (1942) (1⁄3 премии)     |                                      | За эксперименты с запутанными фотонами, установление принципа нарушения неравенств Белла и новаторство в квантовой информатике Оригинальный текст (англ.)for experiments with entangled photons, establishing the violation of Bell inequalities and pioneering quantum information science | [ 131 ] [ 132 ]         |
| 2022 | Антон Цайлингер (1945) (1⁄3 премии)  |                                      | За эксперименты с запутанными фотонами, установление принципа нарушения неравенств Белла и новаторство в квантовой информатике Оригинальный текст (англ.)for experiments with entangled photons, establishing the violation of Bell inequalities and pioneering quantum information science | [ 131 ] [ 132 ]         |
| 2023 |                                      | Анн Л’Юилье (1958) (1⁄3 премии)      | За экспериментальные методы, генерирующие аттосекундные импульсы света для изучения динамики электронов в веществе. Оригинальный текст (англ.)for experimental methods that generate attosecond pulses of light for the study of electron dynamics in matter                                | [ 133 ] [ 134 ] [ 135 ] |
| 2023 | Ференц Краус (1962) (1⁄3 премии)     |                                      | За экспериментальные методы, генерирующие аттосекундные импульсы света для изучения динамики электронов в веществе. Оригинальный текст (англ.)for experimental methods that generate attosecond pulses of light for the study of electron dynamics in matter                                | [ 133 ] [ 134 ] [ 135 ] |
| 2023 | Пьер Агостини (1941) (1⁄3 премии)    |                                      | За экспериментальные методы, генерирующие аттосекундные импульсы света для изучения динамики электронов в веществе. Оригинальный текст (англ.)for experimental methods that generate attosecond pulses of light for the study of electron dynamics in matter                                | [ 133 ] [ 134 ] [ 135 ] |
| 2024 |                                      | Джон Хопфилд (1933) (1⁄2 премии)     | За фундаментальные открытия и изобретения, обеспечивающие машинное обучение с помощью искусственных нейронных сетей. Оригинальный текст (англ.)for foundational discoveries and inventions that enable machine learning with artificial neural networks                                     | [ 136 ]                 |
| 2024 | Джеффри Хинтон (1947) (1⁄2 премии)   |                                      | За фундаментальные открытия и изобретения, обеспечивающие машинное обучение с помощью искусственных нейронных сетей. Оригинальный текст (англ.)for foundational discoveries and inventions that enable machine learning with artificial neural networks                                     | [ 136 ]                 |

## Статистика по странам
|                                               |               |                     |              |                         |                  |             |             |             |                |            |             |              |       |            |               |                |              |                |              |
| Флаг США                                      | Флаг Германии | Флаг Великобритании | Флаг Франции | Флаг России · Флаг СССР | Флаг Нидерландов | Флаг Японии | Флаг Швеции | Флаг Канады | Флаг Швейцарии | Флаг Дании | Флаг Италии | Флаг Австрии | Китай | Флаг Индии | Флаг Ирландии | Флаг Пакистана | Флаг Бельгии | Флаг Австралии | Флаг Венгрии |
| лауреаты с одним гражданством                 |               |                     |              |                         |                  |             |             |             |                |            |             |              |       |            |               |                |              |                |              |
| лауреаты, не имеющие однозначного гражданства |               |                     |              |                         |                  |             |             |             |                |            |             |              |       |            |               |                |              |                |              |

## Статистика
- Несмотря на многолетнюю историю награды, премии были удостоены лишь пять женщин — Мария Склодовская-Кюри стала первой женщиной-лауреатом Нобелевской премии вообще и получила награду в 1903 году, Мария Гёпперт-Майер стала лауреатом в 1963 году, Донна Стрикленд — в 2018 году, Андреа Гез — в 2020 году и Анн Л’Юилье — в 2023 году,[3].
- Единственным человеком, получившим Нобелевскую премию по физике два раза, был Джон Бардин — в 1956 и 1972 годах[3].
- Самым молодым на момент присуждения лауреатом Нобелевской премии по физике стал Уильям Лоренс Брэгг, получивший её в 1915 году вместе со своим отцом Уильямом Генри Брэггом в возрасте всего 25 лет[3].
- Самым пожилым на момент присуждения лауреатом стал Артур Эшкин, удостоенный премии 2018 года в возрасте 96 лет[3][126]. Он же стал самым пожилым на момент присуждения лауреатом Нобелевской премии вообще, однако уже в 2019 году уступил этот статус лауреату Нобелевской премии по химии Джону Гуденафу.